# Luidia ferruginea
Luidia ferruginea är en sjöstjärneart som beskrevs av Ludwig 1905. Luidia ferruginea ingår i släktet Luidia och familjen sprödsjöstjärnor. Inga underarter finns listade i Catalogue of Life.